# Fliegermuseum Bad Wörishofen
Das Fliegermuseum Bad Wörishofen ist ein Luftfahrtmuseum in Bad Wörishofen im Landkreis Unterallgäu.
Das 2010 eröffnete Museum widmet sich der Geschichte der Luftfahrt und zeigt verschiedene Luftfahrzeuge, wie Gleitflugzeuge und Düsenjäger. Darunter finden sich Exponate wie ein Schulgleiter SG 38, eine MiG-21 MF und eine in Rekonstruktion befindliche Messerschmitt Bf 109 G-10.
Es ist in einer historischen Segelflugzeughalle auf dem früheren Flugplatzgelände eingerichtet und liegt am nordöstlichen Rand von Wörishofen.